# Cuterebra
Cuterebra är ett släkte av tvåvingar. Cuterebra ingår i familjen styngflugor.

## Dottertaxa tillCuterebra, i alfabetisk ordning[1]
- Cuterebra abdominalis
- Cuterebra albata
- Cuterebra albipilosa
- Cuterebra almeidai
- Cuterebra americana
- Cuterebra apicalis
- Cuterebra approximata
- Cuterebra arizonae
- Cuterebra atrox
- Cuterebra austeni
- Cuterebra baeri
- Cuterebra bajensis
- Cuterebra buccata
- Cuterebra bureni
- Cuterebra cayennensis
- Cuterebra clarki
- Cuterebra cochisei
- Cuterebra cuniculi
- Cuterebra dasypoda
- Cuterebra detrudator
- Cuterebra emasculator
- Cuterebra enderleini
- Cuterebra ephippium
- Cuterebra fasciata
- Cuterebra fassleri
- Cuterebra flaviventris
- Cuterebra fontinella
- Cuterebra funebris
- Cuterebra gilvopilosa
- Cuterebra grandis
- Cuterebra grisea
- Cuterebra histrio
- Cuterebra indistincta
- Cuterebra infulata
- Cuterebra jellisoni
- Cuterebra latifrons
- Cuterebra lepivora
- Cuterebra lepusculi
- Cuterebra lopesi
- Cuterebra lutzi
- Cuterebra maculosa
- Cuterebra megastoma
- Cuterebra mirabilis
- Cuterebra neomexicana
- Cuterebra obscuriventris
- Cuterebra ornata
- Cuterebra patagona
- Cuterebra pessoai
- Cuterebra polita
- Cuterebra postica
- Cuterebra praegrandis
- Cuterebra princeps
- Cuterebra ruficrus
- Cuterebra rufiventris
- Cuterebra sabroskyi
- Cuterebra semiatra
- Cuterebra semilutea
- Cuterebra simulans
- Cuterebra sterilator
- Cuterebra sternopleuralis
- Cuterebra tenebriformis
- Cuterebra tenebrosa
- Cuterebra terrisona
- Cuterebra townsendi
- Cuterebra trigonophora